# كارلوس مينديز
كارلوس مينديز (بالإنجليزية: Carlos Mendes)‏ (25 ديسمبر 1980 بمينيولا في الولايات المتحدة - ) هو لاعب كرة قدم أمريكي في مركز الدفاع. لعب مع كولومبوس كرو ونيويورك ريد بولز ونيويورك كوسموس وNew York Cosmos (2010) ‏ وRochester Rhinos ‏ وLong Island Rough Riders ‏.

## وصلات خارجية
- كارلوس مينديز على موقع الدوري الأمريكي (الإنجليزية)
- كارلوس مينديز على موقع قاعدة بيانات كرة القدم.إي يو (الإنجليزية)
- كارلوس مينديز على موقع Soccerway.com (الإنجليزية)
- كارلوس مينديز على موقع عالم كرة القدم.نت (الإنجليزية)